# Sică Alexandrescu
Vasile (Sică) Alexandrescu (n. 15 august 1896, București, România – d. 6 august 1973, Cannes, Provence-Côte d'Azur, Franța) a fost un regizor român format la școala realistă a lui Paul Gusty.
A montat comedii ale lui Gogol și Goldoni și lucrări dramatice românești și rusești dintre care fac parte „O chestiune personală” de Alexandru Stein, „Anii negri” de Aurel Baranga și N. Moraru. A fost prim regizor artistic la Teatrul Național "I. L. Caragiale". A fost de două ori laureat al Premiului de Stat.
În anii 1940 a reușit să întrunească toate teatrele importante din București, realizând - fie ca regizor sau ca director de teatru - spectacole cu distribuții extraordinare, în care chiar și rolurile mici erau ținute de mari actori. Între ele:
- „Azilul de noapte” (Gorki), cu: Tony Bulandra, George Vraca, Gheorghe Storin, Romald Bulfinski, Beate Fredanov, Jules Cazaban, Dina și Tanți Cocea, Ion Morțun, Ion Talianu, Agnia Bogoslava, Fifi Harand
- „Tâlharii” (Schiller), cu: George Vraca, Mihai Popescu, Dina Cocea, Cristofor Etterle, Ion Iancovescu, Ciprian
- O noapte furtunoasă (Caragiale), cu: Alex. Giugaru, Florica Demion, Leny Caler, Ion Iancovescu, Gheorghe Timică, Silvia Dumitrescu-Timică.

## Distincții
- Ordinul „Meritul Cultural” în gradul de Medalie cl. I, pentru teatru (1 februarie 1943)[1]
- Ordinul Muncii clasa I (19 aprilie 1952) „pentru munca depusă cu ocazia «Centenarului Caragiale»”[2]
- Medalia „A cincea aniversare a Republicii Populare Române” (24 decembrie 1952) „pentru lupta și munca duse în vederea făuririi, consolidării și prosperării Republicii Populare Române”[3]
- titlul de Maestru Emerit al Artei din Republica Populară Română (23 ianuarie 1953) „pentru merite deosebite, pentru realizări valoroase în artă și pentru activitate merituoasă”[4]
- titlul de Artist al Poporului din Republica Populară Romînă (13 iunie 1959) „pentru activitate îndelungată și merite deosebite în domeniul teatrului”[5]
- Ordinul „Steaua Republicii Populare Romîne” clasa a III-a (12 august 1959) „pentru activitate rodnică în dezvoltarea științei și culturii din Republica Populară Romînă”[6]
- Ordinul „Meritul Cultural” clasa I (6 noiembrie 1967) „pentru activitate îndelungată în teatru și merite deosebite în domeniul artei dramatice”[7]
- Ordinul „Steaua Republicii Socialiste România” clasa a II-a (20 aprilie 1971) „pentru merite deosebite în opera de construire a socialismului, cu prilejul aniversării a 50 de ani de la constituirea Partidului Comunist Român”.[8]

Teatrul din Brașov îi poartă numele.

## Filmografie

### Regizor
- O scrisoare pierdută (1954) - în colaborare cu Victor Iliu
- Bădăranii (1960) - în colaborare cu Gheorghe Naghi

### Scenarist
- Bădăranii (1960) - în colaborare cu Mircea Ștefănescu

### Consultant
- Telegrame (1960)

## Operă literară
- Caragiale în timpul nostru, București (1962)
- Un comediant și o fată de familie, București (1967)
- Cu teatrul românesc peste hotare, București (1968)
- General la patru ani, București (1969)
- Povestiri. Marea și mica bătălie teatrală, București (1970)
- Tovarășul meu de drum, tutunul, București (1973)
- Un drum în teatru, București (1980)

## Traduceri
- O zi de odihnă de Valentin Kataev, București (1948) în colaborare cu Aurel Baranga
- Cavalerul din Olmedo de Lope de Vega, București (1949) în colaborare cu Aurel Baranga
- Revizorul de N.V. Gogol, București (1952) în colaborare cu Gabriela Leonte
- Fiica omului de Jean de Beer, București (1958)
- Cei șapte frați de Aleksis Kivi, București (1963)

## Farsa „Birlic”
In 1934 Tudor Mușatescu a tradus și adaptat o farsă a autorilor vienezi Franz Arnold și Ernst Bach, pe care regizorul Sică Alexandrescu a pus-o în scenă la deschiderea primei stagiuni a Teatrului Vesel din București. Pe afiș spectacolul a apărut cu titlul „Birlic”. Acțiunea farsei a fost plasată în nordul Moldovei, eroul principal fiind contabilul Costache Perjoiu, poreclit Birlic, din Fălticeni. Rolul lui Costache Perjoiu a fost încredințat tânărului actor Grigore Vasiliu, care a rămas și el ulterior cu porecla Birlic. Numele „Birlic” este de origine turcească („birlik”), însemnând „as la jocul de cărți”.